# Yucatalana robustispina
Yucatalana robustispina är en kräftdjursart som beskrevs av Lazar Botosaneanu och Thomas M. Iliffe 1999A. Yucatalana robustispina ingår i släktet Yucatalana och familjen Cirolanidae. Inga underarter finns listade i Catalogue of Life.